# Erika Paroni-Gasche
Erika Gasche (* 1. Juni 1920 in Biberist; † 18. März 2016 in Saanen), verheiratet Paroni-Gasche, war eine Schweizer Skirennfahrerin und Mitglied der Schweizer Ski-Nationalmannschaft. 1944 wurde sie Schweizer Meisterin in der Kombination.
Erika Gasche war eine erfolgreiche Schweizer Skirennfahrerin und belegte an den damals bedeutenden nationalen und internationalen Skirennen oft eine Platzierung unter den ersten drei. Sie war bis zu ihrem Rücktritt sechs Jahre Mitglied der Schweizer Ski-Nationalmannschaft.
Während der Zeit des Zweiten Weltkrieges fehlte den Schweizer Skirennfahrern die internationale Konkurrenz, mit der sie sich auch in einem internationalen Rahmen hätten messen können. Da damals die Grenzen geschlossen waren, bestand kaum die Möglichkeit, an Skirennen im Ausland teilzunehmen, und während der aktivsten Renntätigkeit von Erika Paroni-Gasche wurden auch die Alpinen Skiweltmeisterschaften und die Olympischen Winterspiele nicht durchgeführt.

## Sportliche Erfolge
Am 34. Schweizerischen Skirennen 1940 in Gstaad belegte Erika Gasche bei den Juniorinnen in der Abfahrt und im Slalom den zweiten Platz und fuhr damit bei den Damen die fünftbeste Zeit in beiden Disziplinen. Am 35. Schweizerischen Skirennen 1941 in St. Moritz, fiel sie aus, aufgrund eines Schienbeinbruchs im Abfahrtstraining.
Am Grand Prix de la Légion in Megève, 1942, wurde Erika Gasche hinter den beiden Französinnen Georgette Thiollière und Colette Schmid Dritte in der Abfahrt. 
Kurz darauf war sie am Ski-Länderkampf Frankreich–Schweiz in Wengen, 1942, erfolgreich im Team Schweiz I (Verena Fuchs, Elisa Darnutzer, Erika Gasche) und fuhr u. a. im Slalom auf den dritten Rang.
Die verheiratete Erika Paroni-Gasche belegte an den 37. Schweizer Skimeisterschaften in Arosa den vierten Platz in der Kombination, den 2. Platz in der Abfahrt und den 6. Platz im Slalom. Ein Jahr darauf wurde sie 1944 an den 38. Schweizer Skimeisterschaften in Gstaad, Schweizer Meisterin in der Kombination.

### Weitere Erfolge
- Sieg in der Abfahrt am Rinderberger-Derby, Zweisimmen, 1939
- Sieg in der Abfahrt am Elsig-Derby, Frutigen, 1939
- Sieg in der Abfahrt und Slalom am Wispillen-Rennen, Gstaad, 1940
- Sieg in der Abfahrt und Slalom am 22. Oberländischen Verbands-Rennen, Zweisimmen, 1941
- Sieg in der Abfahrt, Slalom und Kombination an der Wengener Abfahrt und Slalom, Wengen, 1941
- Sieg in der Abfahrt und Kombination am 23. Oberländischen Verbands-Rennen, Mürren, 1941
- 2. Rang in der Abfahrt auf der Piste des Bouquetins, Villars, 1941

Sie war die erste und bis heute die einzige Schweizer Meisterin im alpinen Skisport aus dem Saanenland. Am Ende der Wintersaison 1943/1944 trat sie vom Skirennsport zurück.
Erika Paroni-Gasche lebte in Saanen. Nach ihrer Skirennkarriere war die dreifache Mutter als Damenschneiderin tätig. Mit Beginn der 1960er-Jahre war sie für den international renommierten Florentiner Modedesigner Emilio Pucci, der damals mit seinen farbenfrohen Paisleymustern zu Weltruhm kam, in der Boutique in Gstaad tätig. Als berufstätige Frau emanzipierte sie sich schnell, und einige Persönlichkeiten aus dem Showgeschäft zählten zu ihren Kunden. Sie blieb bescheiden und war ihr Leben lang als Damenschneiderin tätig, der Beruf, den sie bis ins hohe Alter noch gelegentlich ausführte.